# Haager Vertrag (1433)
Als Haager Vertrag bezeichnet man einen am 12. April 1433 geschlossenen Vertrag, in dem Jakobäa von Bayern die niederländischen Territorien des Herzogtums Straubing-Holland an Philipp von Burgund übertrug. Philipp, der von Jakobäas Onkel Johann III. gegen ihren Willen als Erbe eingesetzt worden war, hatte ihren Ehemann Frank van Borselen gefangen genommen und verlangte für dessen Freilassung die von Jakobäa beanspruchten Gebiete. Jakobäa hatte bereits seit dem Tod ihres Vaters Wilhelm II. 1417 erst mit ihrem Onkel Johann und dann mit Philipp, den sie 1428 im Delfter Versöhnungsvertrag zum Erben einsetzen musste, um die Grafschaften Holland, Zeeland, Hennegau und Friesland gekämpft, musste sich nun aber dem Herzog von Burgund geschlagen geben. Sie starb nur drei Jahre später. Ihr niederländisches Erbe ging schließlich im Habsburgerreich auf.